# Moustache (acteur)
Pour les articles homonymes, voir Moustache et Moustache (homonymie).
François Alexandre Galépidès dit Moustache, né le 14 février 1929 à Paris 15e et mort le 25 mars 1987 à Arpajon (Essonne), est un batteur de jazz et acteur français d'origine grecque.

## Biographie
Né à Paris 15e le 14 février 1929, François Alexandre Galépidès devient rapidement, une fois adulte, « Moustache » du fait de sa pilosité remarquable.
En 1948, Moustache rejoint l’orchestre de Claude Luter, Les Lorientais, avec qui il se produit dans les clubs de Saint-Germain-des-Prés. Avec Luter, il accompagne assez régulièrement Sidney Bechet.
À partir de 1950, il dirige ses propres formations. Avec le groupe Moustache et ses Moustachus, il enregistre dès 1956, comme batteur et chanteur, plusieurs 45 tours EP de rock 'n' roll parodique comme Le Croque-Crâne-Creux, sur un texte de Boris Vian.
Le 14 août 1958, il se marie à Antibes avec Simone van Lancker (1928-1978), danseuse au Vieux Colombier,.
En 1967, il forme le groupe Les Gros Minets, avec notamment le pianiste et chanteur Jean Constantin.
En 1972, il joue le rôle du sergent Garcia dans six épisodes de  l'émission pour enfants Les Amis de Zorro, rôle qu'il reprendra au cinéma en 1975 auprès d'Alain Delon dans Zorro de Duccio Tessari.
En 1978, il forme le groupe Les Petits Français (avec notamment Marcel Zanini, Michel Attenoux et François Guin), qui enregistre, entre autres, des reprises en jazz de chansons de Georges Brassens.
Parallèlement, Moustache a mené une carrière de restaurateur (restaurant Moustache, avenue Duquesne à Paris), de responsable de clubs (dans les années 1960, Le Bilboquet et, à partir de 1976, le Jazz Club Méridien Étoile), de comique et d'acteur.
Il a aussi été membre du Star Racing Team en compétitions automobiles, avec d'autres célébrités des années 1980, comme les acteurs Jean-Louis Trintignant ou Guy Marchand.
Le 25 mars 1987, il se tue lors d’un accident de voiture lorsque sa Ford s’encastre sous un camion sur la route nationale 20 (Paris-Espagne) à Arpajon.
Il est inhumé au cimetière du Perreux-sur-Marne, auprès de son épouse.

## Filmographie

### Cinéma
- 1954 : Du rififi chez les hommes de Jules Dassin
- 1955 : Ce sacré Amédée de Louis Félix
- 1956 : La Châtelaine du Liban de Richard Pottier : Hassan
- 1956 : La Loi des rues de Ralph Habib
- 1956 : Paris, Palace Hôtel d'Henri Verneuil : le maître d'hôtel du réveillon
- 1957 : Ariane (Love in the Afternoon) de Billy Wilder : un boucher
- 1957 : Trois Jours à vivre de Gilles Grangier : Davros
- 1957 : Le Grand Bluff de Patrice Dally : Moustache
- 1957 : Incognito de Patrice Dally
- 1957 : Mademoiselle Strip-tease de Pierre Foucaud : Moustache
- 1957 : Comme un cheveu sur la soupe de Maurice Regamey : le batteur de l'orchestre
- 1958 : Ni vu... Ni connu... d'Yves Robert : Parju, le garde champêtre
- 1959 : Ramuntcho de Pierre Schoendoerffer : l'aubergiste
- 1959 : Pêcheur d'Islande de Pierre Schoendoerffer : le gendarme
- 1959 : Sergent X de Bernard Borderie
- 1959 : Y'en a marre d'Ivan Govar
- 1959 : La Nuit des traqués de Bernard Roland
- 1960 : Chien de pique d'Yves Allégret : le patron du café
- 1961 : Vive Henri IV... vive l'amour ! de Claude Autant-Lara : La Ferrière
- 1961 : Aimez-vous Brahms… (Goodbye Again) d'Anatole Litvak : lui-même dansant
- 1961 : Fanny de Joshua Logan
- 1961 : Paris Blues de Martin Ritt : le batteur
- 1963 : L'Abominable Homme des douanes de Marc Allégret : l'inspecteur
- 1963 : À la française (In the French Style) de Robert Parrish : le bistrotier
- 1964 : La Bonne Soupe de Robert Thomas : le client chanteur
- 1964 : Hardi ! Pardaillan de Bernard Borderie : le cuisinier
- 1964 : Le Plus Grand Cirque du monde (Circus World) d'Henry Hathaway : le barman
- 1965 : Gare à la peinture (The Art of Love) de Norman Jewison
- 1965 : Lady L de Peter Ustinov : Delcour
- 1966 : Comment voler un million de dollars (How to Steal a Million) de William Wyler : un gardien du musée
- 1967 : Voyage à deux (Two for the Road) de Stanley Donen
- 1968 : Mayerling de Terence Young : Bratfisch
- 1968 : La Puce à l'oreille (A Flea in Her Ear) de Jacques Charon : le gros homme de la chambre 11
- 1969 : Avalanche de John Danischewsky
- 1970 : Le Cri du cormoran le soir au-dessus des jonques de Michel Audiard : un homme de main de K
- 1975 : Zorro de Duccio Tessari : le sergent Garcia
- 1975 : Au-delà de la peur de Yannick Andréi : Raoul Georgeaud
- 1976 : Attention les yeux ! de Gérard Pirès
- 1977 : Monsieur Papa de Philippe Monnier : le père de Gilles
- 1978 : Banco à Las Vegas (Silver Bears) d'Ivan Passer : Señor Bendetti
- 1978 : Le Dernier Amant romantique de Just Jaeckin : le pêcheur
- 1979 : Le Maître-nageur de Jean-Louis Trintignant : Achille Zopoulos
- 1982 : Deux heures moins le quart avant Jésus-Christ de Jean Yanne : l'émir
- 1984 : Neuville ma belle de Mae Kelly

### Télévision
- 1967 : Deux Romains en Gaule, téléfilm de Pierre Tchernia : un ancien combattant gaulois
- 1968 : Les Cavaliers de la route (Polizeifunk ruft), série télévisée de Paul Paviot et Hermann Leitner, épisode Begegnung in Paris
- 1968 : Istanbul Express (de), téléfilm de Richard Irving : Gustav
- 1971 : Ubu enchaîné, téléfilm de Jean-Christophe Averty
- 1972 : Les amis de Zorro,  série de Claude Cobast : le sergent Garcia[8].
- 1988 : Les Orages de la guerre (War and remembrance), série télévisée de Dan Curtis : Monsieur Gaffori

## Discographie

### 33 tours
- 1953 : Moustache Jazz Seven : Surprise Partie Au Palm-Beach : When The Saints Go Marching In / Get Happy / Shoe Shine Boy / Blue Moon / Avalon / Cocktails For Two / Wabash Blues / Love's Just A Stranger (du film La Môme vert-de-gris), 33 tours / 25 cm / LP / France / Pathé (33 ST 1011)
- 1956 : Moustache et son Dixieland Jazz Band : 25 cm De Moustache - 10 Œuvres, 1 Seul Disque : Toutes les heures qui sonnent / Bugle call rag / Ory’s creole trombone / Basin’ street blues / Embrasse-moi Joséphine / Moi, j'en ai marre / La ballade de Davy Crockett / Snag it / Sugar foot stomp / Hey Mister Banjo, 33 tours / 25 cm / LP / France / Véga (V 35 F 742)
- Moustache et son Dixieland Jazz Band : Moustache Autour Du Monde : O sole mio / C'est à Capri / Ach ! ach ! ach ! Gundolf / Polka du tonneau de bière / Frankie and Johnny / Goodnight Irene / Les yeux noirs / Les bateliers de la Volga / El relicario / Espana cani / Mes parents sont venus me chercher / Moi, j'en ai marre, 33 tours / 30 cm / LP / France / Véga (V 30 S 778)
- 1958 : Moustache Et Ses Moustachus : Vol. 1 : C’est ça le blues / Il était un bonhomme de cire / J’ai j’té ma clé dans un tonneau d’goudron / J’ai du Beaujolais / Vieux frère (bon anniversaire) / Viens donc bergère / Charlemagne / Le fiacre, 33 tours / 25 cm / LP / France / Barclay (82 150)
- 1979 : Moustache Et Les Petits Français : C'est si bon / La goualante du pauvre Jean / La vie en rose / Quand Madelon / Comme d'habitude / Les petits Français / Frère Jacques / Uncle Tom's Boogie Woogie / Moulin Rouge / Milord / Les feuilles mortes / Mon homme / Valentine, 33 tours / 30 cm / LP / France / Philips (9101 211)
- Georges Brassens joue avec Moustache et les Petits Français : Elégie A Un Rat De Cave Vol.1 : Elégie à un rat de cave / Au bois de mon coeur / Putain de toi / La femme d'Hector / La marche nuptiale / Le temps ne fait rien à l'affaire / Le temps passé / Chanson pour l'Auvergnat / La chasse aux papillons / Le pornographe / La prière / Les copains d'abord, 33 tours / 30 cm / LP / France / Philips (9101 260)
- Georges Brassens Joue Avec Moustache Et Les Petits Français : Vol.2 : Histoire de faussaire / Embrasse-les tous / Maman, Papa / La non-demande en mariage / Je me suis fait tout petit / J'ai rendez-vous avec vous / Bonhomme / Le vent / La ballade des cimetières / La ronde des jurons / Cupidon s'en fout, 33 tours / 30 cm / LP / France / Philips (9101 280)
- 1980 : Brassens, Moustache Avec Les Petits Français : double album Brassens-Moustache jouent Brassens en jazz, regroupant les 2 volumes précédents, 33 tours / 30cm / 2 x LP / France / Philips (6679 023)
- 1983 : Hampton, Salvador, Clark Terry, Moustache Et Leurs Amis : Jouent Brassens : La première fille / Dans l'eau de la claire fontaine / Le vieux Léon / Pénélope / À l'ombre du cœur de ma mie / Oncle Archibald / La route aux 4 chansons / Les amoureux des bancs publics / L'orage / Le 22 septembre / Les passantes, 33 tours / 30cm / LP / France / Philips (812 386-1)
- 1984 : Moustache, Jean Peron Garvanoff : Boogie Woogie Piano : Speed boogie / Pruneau cru boogie / Aaron boogie / Cow cow blues / Angel's boogie / Moustache boogie / Tout va bien / Sixes and sevens / Mère Dumont blues / 141 R train blues / I remember Bud / How long blues, Avec Jean Peron Garvanoff au piano, 33 tours / 30cm / LP / France / Caravage (66110)
- 1985 : Moustache, Jean Peron Garvanoff : Blues For Mama Mous :  242 train blues / How long blues / Bass goin' credit / Suitcase blues / Requiem for Bud / Merry widow / Boogie n°.29 / Pinetop's boogie / Africa continental boogie / Blues for Mama Mous, Avec Jean Peron Garvanoff au piano, 33 tours / 30cm / LP / France / Jazzmosphère (JZ7907)
- 1986 : Moustache, Jean Peron Garvanoff : Roule Train Blues : Roule train blues / Four wheels drive goin' crazy (Les bielles en folie) / L.M.S. boogie / U.S.A. boogie train / 0.40 train blues / Train no 29 / General 440 boogie / 231-32 boogie / Rail roader blues (Blues du poseur de rail) / Honky tonk train blues / 241 P 9 train blues / Rail toad boogie / Roule train blues (Version playback), Avec Jean Peron Garvanoff au piano, 33 tours / 30cm / LP / France / Sortie De Secours (S.D.S. 86001)

### 45 tours
- 1954 : Moustache Jazz Seven : Who ? / Always / I want to be happy / After you've gone, 45 tours / 17cm / EP / France / Pathé (45 EA 24)
- Moustache Jazz Seven : Shoe shine boy / When the saints go marching in / Avalon / Wabash blues, 45 tours / 17cm / EP / France / Pathé (45 AE 25)
- 1955 : Moustache et son Dixieland Jazz Band : Bugle call rag / Ory’s creole trombone / Basin’ street blues, 45 tours / 17cm / EP / France / Véga (V 45 P 1584)
- Moustache et son Dixieland Jazz Band : Basin street blues / Embrasse-moi Joséphine, 45 tours / 17cm / SP / France / Véga (V 45 P 1585)
- 1956 : Moustache et son Dixieland Jazz Band : La ballade de Davy Crockett (chanté par Olivier Jeanès) / Snag it / Sugar foot stomp / Hey Mister Banjo, 45 tours / 17cm / EP / France / Véga (V 45 P 1650)
- Moustache et son Dixieland Jazz Band : Moustache A Moscou : Les bateliers de la Volga / Boublitchki / Les yeux noirs / Le cocher de la troïka, 45 tours / 17cm / EP / France / Véga (V 45 P 1684)
- Moustache et son Dixieland Jazz Band : Moustache En Italie : Ô sole mio / C’est à Capri / Santa Lucia / Catari, 45 tours / 17cm / EP / France / Véga (V 45 P 1685)
- Moustache et son Dixieland Jazz Band : Moustache A Harlem : Just squeeze me (chanté par Nadine Young) / Frankie and Johnny (chanté par Nadine Young) / Stomping at the Savoy, 45 tours / 17cm / EP / France / Véga (V 45 P 1722)
- Moustache et son Dixieland Jazz Band : Moustache Toréador : Mi jaca / Maria Dolores / El relicario / España cani, 45 tours / 17cm / EP / France / Véga (V 45 P 1724)
- Moustache et son Dixieland Jazz Band : Moustache Chez Le Père Noël : Jingle bell / Silent night, holy night / Mon beau sapin / White Christmas, 45 tours / 17cm / EP / France / Véga (V 45 P 1747)
- Moustache et son Dixieland Jazz Band : Moustache Et Le Rock’n’Roll : Le rock de Paris / J’tuerai le voyou qui a bu tout mon vin de messe / Un beau jour / T’es partie en socquettes, Chanté par Nadine Young et Moustache, 45 tours / 17cm / EP / France / Véga (V 45 P 1758)
- Moustache et son Dixieland Jazz Band : Moustache Au Tyrol : Polka du tonneau de bière / Ach ! ach ! ach ! Gundolf / Die schmutz march / Auf wiedersehen, 45 tours / 17cm / EP / France / Véga (V 45 P 1790)
- 1957 : Moustache et son Dixieland Calypso : Calypso : South / Twelve street’s rag / Muskrat / Yes Sir that’s my baby, 45 tours / 17cm / EP / France / Véga (V 45 P 1837)
- Moustache et son Dixieland Jazz Band : Boston A La Moustache : Goodnight Irene / When you grow too old to dream / Change partner / Long ago and far away, 45 tours / 17cm / EP / France / Véga (V 45 P 1838)
- Moustache et son Dixieland Jazz Band : Le Grand Bluff : Le grand bluff / Dominique’s ballad / King of Saint-Germain-des-Prés / Run, Eddie, run, B.O.F. Le Grand Bluff, 45 tours / 17cm / EP / France / Véga (V 45 P 1862)
- Moustache et son Dixieland Jazz Band : Moustache A Hawaï : Aloha / Chant de guerre hawaïen / La montagne blanche, 45 tours / 17cm / EP / France / Véga (V 45 P 1868)
- 1958 : Moustache Et Ses Moustachus : Vol. 1 : C’est ça le blues / Il était un bonhomme de cire / J’ai j’té ma clé dans un tonneau d’goudron / J’ai du Beaujolais, 45 tours / 17cm / EP / France / Barclay (72241)
- Moustache Et Ses Moustachus : Vol. 2 : Vieux frère (bon anniversaire) / Viens donc bergère / Charlemagne / Le fiacre, 45 tours / 17cm / EP / France / Barclay (72242)
- Moustache Et Ses Moustachus : C’est ça le blues / Viens donc bergère, 45 tours / 17cm / SP / France / Barclay (62069)
- Moustache Et Ses Moustachus : The Hula Hoop / Hé Youla / Docteur Miracle / Le croque crane creux, 45 tours / 17cm / EP / France / Barclay (72274)
- Moustache Et Ses Moustachus : The Hula Hoop / Hé Youla, 45 tours / 17cm / SP / France / Barclay (62078)
- 1964 : Moustache & Big Ben : Rag n’ Blouze : Le temps du rag / Hop rag / Le mal d’amour / Le blues du jardinier, Avec Ben Bakrim à la tumba, 45 tours / 17cm / EP / France / Barclay (70 632)
- Moutache & Big Ben : Le temps du rag / Hop rag, Avec Ben Bakrim à la tumba, 45 tours / 17cm / SP / France / Barclay (60 463)
- 1965 : Moutache & Big Ben : Bull Jackson And His Jamaïska : Shame and scandal in the family / Shake shake sans provision / C'est pourquoi je suis amoureux / Mousse Ben ball, Avec Ben Bakrim à la tumba, 45 tours / 17cm / EP / France / Barclay (72666)
- 1966 : Moutache & Big Ben : Bull Jackson At The Mini-Car Delirium : Monkiss twice / Monkiss chicken / Montuno kiss / Shuffle kiss, Avec Ben Bakrim à la tumba, 45 tours / 17cm / EP / France / Barclay (72677)
- 1967 : Les Gros Minets : Les gros minets / Un vieil air sentimental, 45 tours / 17cm / SP / France / CBS (3100)
- Les Gros Minets : Mon beau sapin / Chabada, 45 tours / 17cm / SP / France / CBS (3185)
- 1968 : Les Gros Minets : Shuss / L’histoire de Bonnie and Clyde, 45 tours / 17cm / SP / France / CBS (3273)
- Moustache et Les Gros Minets : La marche des éléphants / Je voudrais être comme toi, Extraits de la version française de la B.O.F. Le Livre de la jungle, 45 tours / 17cm / SP / France / CBS (3906)
- Moustache et Les Gros Minets : Rien n’est meilleur qu’un bon steak frites / Je tuerai le voyou qui a bu tout mon vin de messe, 45 tours / 17cm / SP / France / CBS (4004)
- 1970 : Moustache Et Les Petits Français : Moustache 70 : Le zizi des zombies / Dis-moi des mots qu'attachent / On s'en fout tant qu'on a la santé / L'eau de mélisse, 45 tours / 17cm / EP / France / Zizi (ZZ 1020)
- Moustache Et Les Petits Français : Moustache 70 : Hello Mickey... Bravo Mickey / Mini contestation, 45 tours / 17cm / SP / France / Zizi (ZZ 45548)
- 1975 : Moustache Et Les Petits Français : Marche de Zorro / Hello Mickey... Bravo Mickey, 45 tours / 17cm / SP / France / Disc AZ (SG 533)
- Moustache Et L'Old School Band De Genève : Choucroute blues / St-James infirmary, 45 tours / 17cm / SP / France / M Records (MS 240)
- 1979 : Georges Brassens Joue Avec Moustache Et Les Petits Français : Putain de toi / Au bois de mon coeur, 45 tours / 17cm / SP / France / Philips (6172290)
- 1983 : Hampton, Salvador, Clark Terry, Moustache Et Leurs Amis : Jouent Brassens : Les passantes / À l'ombre du coeur de ma mie, 45 tours / 17cm / SP / France / Philips (812 385-7)

### Évocation
- Moustache est évoqué dans le trois cent quarante-deuxième des quatre cent quatre-vingts souvenirs cités par Georges Perec dans Je me souviens.